# 山本瑤
山本瑤（やまもと よう）は、小説家。3月26日生まれ。牡羊座。Ｏ型。千葉県在住。「パーフェクト・ガーデン」で2002年度集英社ノベル大賞佳作受賞。『花咲かす君』でデビュー。コバルト文庫やオレンジ文庫で執筆している。

## 作品リスト

### コバルト文庫

#### 花咲かす君シリーズ
（挿絵：たむら純子）
- 花咲かす君
- 夜叉の恋
- 水に棲む鬼
- 花鎮めの巫女
- 蝶の約束
- 戯れる風神

#### レッドスキップシリーズ
（挿絵：街子マドカ）
- 龍神の花嫁
- 魔女が愛した王国

#### 桃源の薬シリーズ
（挿絵：香坂ゆう）
- 桃源の薬
- 星の杖と暁の花
- 春風に舞う後宮の花
- 金雲の彼方 覇王の夢（前）
- 金雲の彼方 覇王の夢（後）
- 魔を抱く娘
- 翡翠色の王国
- 仙境の女神と黄金の桃
- 満ちゆく月と双龍の里
- 遥かなる王宮への鍵
- 天上の花 永遠の恋
- 白翼山綺談（短編集）

#### 封印のエスメラルダシリーズ
（挿絵：香坂ゆう）
- 封印のエスメラルダ
- 夜明けを告ぐ魔女
- 黒伯爵と野いばらの森
- 約束の海　紺碧の絆
- 赤薔薇の女王

#### 月花の守人シリーズ
（挿絵：もぎたて林檎）
- 忘却のルカと月神の花嫁
- 緑の魔王に愛された娘

#### 鏡の国シリーズ
（挿絵：明咲トウル）
- 鏡の国の女王陛下
- 鏡の国の王太子殿下
- 鏡の国の魔法使い
- 鏡の国の恋人たち
- 鏡の国の眠り姫
- 鏡の国の仮面舞踏会
- 鏡の国の灰かぶり姫
- 鏡の国の魔王
- 鏡の国の結婚式

#### プリンセス・レッスンシリーズ
（挿絵：文月路亜）
- 薔薇色プリンセス・レッスン
- プリンセス・レッスンはルビーのお城で

#### 妖精国の恋人シリーズ
（挿絵：起家一子）
- 黒馬の王子様と暁の娘
- 黒ウサギの王子様とお茶会を
- 恋せよレディ! もふもふの城は大騒ぎ

#### 単発作品（コバルト文庫）
- 海の娘が生まれるところ（挿絵：山本鳥尾）
- 天女は恋する、龍冠の君（挿絵：カスカベアキラ）
- 蝶よ毒よ 邪悪な獣の正しい飼い方（挿絵：雲屋ゆきお）
- 飛べない鍵姫と解けない飛行士 その箱、開けるべからず（挿絵：カズアキ）

### オレンジ文庫

#### エプロン男子 今晩、出張シェフがうかがいますシリーズ
（表紙絵：玉島ノン）
- エプロン男子 今晩、出張シェフがうかがいます
- エプロン男子 今晩、出張シェフがうかがいます 2nd

#### 単発作品（オレンジ文庫）
- 眠れる森の夢喰い人 九条桜舟の催眠カルテ（表紙絵：駒宮十）
- きみがその群青、蹴散らすならば わたしたちにはツノがある（表紙絵：海島千本）
- 君が今夜もごはんを食べますように（表紙絵：玉島ノン）

ノベライズ
- 映画ノベライズ プリンシパル 恋する私はヒロインですか?（原作・表紙絵：いくえみ綾）
- 小説　初めて恋をした日に読む話（原作・表紙絵：持田あき）

アンソロジー寄稿
- 「真夜中のおでんと迷い猫」 - 美酒処 ほろよい亭 日本酒小説アンソロジー（表紙絵：金田花季）